# Psacalium filicifolium
Psacalium filicifolium là một loài thực vật có hoa trong họ Cúc. Loài này được (Rydb.) H.Rob. & Brettell miêu tả khoa học đầu tiên năm 1973.